# 奇罗莫
奇罗莫（英語：Chiromo），马拉维南部的一个小镇，位于希雷河畔，鲁奥河与希雷河汇合处。

## 地名语源
奇罗莫的意思是“溪流的汇合处”。

## 相关
肯尼亚首都内罗毕韦斯特兰兹附近的奇罗莫郊区、内罗毕大学的奇罗莫校区、内罗毕的奇罗莫路等命名中的“奇罗莫”均源自该镇，尤尔特·格罗根看到两条河流在该处交汇，与马拉维南部的奇罗莫相似，因此将这个地方命名为奇罗莫。